# Gaspar Torrella
Gaspar Torrella (Valencia, 1452 - Roma, 1520), fue un médico español.

## Biografía
Hijo del médico Ferrer Torrella y hermano menor de los también médicos Ausiàs y Jeroni Torrella, empezó sus estudios en Valencia y los continuó en Siena, donde se doctoró en medicina. Fue ordenado sacerdote en 1487. Desde 1492 residió en Roma, primero como médico del papa Alejandro VI, que lo nombró obispo de Santa Giusta (Cerdeña), y a partir de la muerte de este, en 1503, como médico de cámara de Julio II, que le mantuvo la dignidad aunque suprimiera aquel obispado. Como tal participó en el V Concilio de Letrán (1512-1517). Fue bibliotecario de la Biblioteca Vaticana durante dos años.

## Obra médica
Adscrito al galenismo avicenista dominante en su tiempo, destaca entre los autores que trataron las nuevas dolencias (las desconocidas por los autores clásicos), especialmente la sífilis. De los tres primeros que la describieron (además de él, el alemán Joseph Grünpeck y el italiano Niccolò Leoniceno), fue el único que  ofreció un estudio fundamentalmente clínico y terapéutico, el Tractatus cum consiliis, calificado por Karl Sudhoff, el gran historiador alemán de la medicina, como «lo más valioso y original» de los publicados en Europa antes del 1500. En su obra, describe los síntomas de esta dolencia de acuerdo con observaciones propias, ejemplificadas en las cinco historias clínicas que incluye como apéndice, la primera de las cuales posiblemente corresponde a la sífilis sufrida por César Borja (el hijo de Alejandro VI), entonces arzobispo de Valencia, a quien está dedicado el libro. También le dedicó un estudio astrológico, De portentis, publicado en 1507. En 1504 dio a la imprenta un tratado sobre la prevención y curación de la peste, y el año siguiente describió una variante hasta entonces desconocida, denominada en España popularmente modorrilla, a raíz de la epidemia que recientemente se había extendido por el norte de la península. Torrella mantuvo un grave conflicto profesional con el también médico Pere Pintor, en el seno de la corte romana de Alejandro VI, relacionado, especialmente, con los métodos de tratamiento de la dolencia de la sífilis.

## Obras publicadas
- Tractatus cum consiliis contra pudendagram seu morbum gallicum, Roma, 1497
- Dialogus de dolore cum tractatu de ulceribus in pudendagra evenire solitus, Roma, 1500
- Qui cupit a peste non solum preservari, sed et curari hoc legat consilium, Roma, 1504
- Consilium de egritudine pestifera et contagiosa ovina cognominata nuper cognita quam hyspani modorrillam vocant, Roma, 1505
- Pro regimine seu preservatione sanitatis et de loculentis, et poculentis, Roma, 1506
- De portentis, presagiis et ostentis rerumque admirabilium ac Solis et Lune defectibus et Cometis, Roma, 1507